# Cuesta de Piedra (Santa Cruz de Tenerife)
Cuesta de Piedra, o simplemente Cuesta Piedra, es un barrio de la ciudad de Santa Cruz de Tenerife (Canarias, España), que se encuadra administrativamente dentro del distrito de Salud-La Salle.

## Características
El barrio se ubica sobre una ladera entre los barrancos de San Joaquín y del Hierro, a una distancia de 3,7 kilómetros del centro de la ciudad y a una altitud media de 230 m s. n. m.
Posee una iglesia dedicada a San Juan Evangelista y un polideportivo. También cuenta con el equipo de voleibol Club Voleibol Cuesta Piedra.

## Historia
El barrio de Cuesta de Piedra fue construido en la década de 1950 para cubrir la demanda de vivienda urbana de bajo coste en la ciudad tras la Guerra civil española.
En 2001 se inició un proceso de reposición de las viviendas de Cuesta de Piedra. Este proyecto había sido ideado en 1997 con el objetivo de reponer 355 viviendas del barrio, construidas con materiales de baja calidad. El proceso de reposición se inicia en 2003 con el derribo del antiguo colegio, culminando en mayo de 2013.

## Demografía
| Año        | 2005  | 2006 | 2007 | 2008 | 2009 | 2010 | 2014 |
| ---------- | ----- | ---- | ---- | ---- | ---- | ---- | ---- |
| Habitantes | 1.211 | 900  | 870  | 676  | 636  | 613  | 559  |

## Fiestas
Cuesta de Piedra celebra fiestas patronales en honor a San Juan Evangelista a mediados de septiembre.

## Transporte público
En guagua queda conectado mediante las siguientes líneas de Titsa: 
| Línea | Trayecto                                                              | Recorrido |
| ----- | --------------------------------------------------------------------- | --------- |
| 901   | Intercambiador - B. La Salud - Cuesta Piedra (por vía Bco. de Santos) | Recorrido |
| 906   | Intercambiador - Bº La Salud (Cuesta de Piedra)                       | Recorrido |
| 911   | Muelle Norte - Ofra (Las Retamas)                                     | Recorrido |